# Klaus Hübner (Fußballspieler)
Klaus Hübner (* 18. Dezember 1949) ist ein ehemaliger deutscher Fußballspieler in der Abwehr und im Mittelfeld. Er spielte für die BSG Energie Cottbus in der DDR-Oberliga.

## Karriere
Hübner spielte bis 1970 bei der TSG Luckenwalde. Danach wurde er von der BSG Energie Cottbus verpflichtet. In seiner ersten Saison 1970/71 kam er neunmal zum Einsatz, wobei er siebenmal eingewechselt wurde. 1971/72 spielte Hübner 13 mal für Cottbus und schoss auch zwei Tore. Auch in der folgenden Spielzeit gehörte er nicht zum Stammpersonal und kam nur auf sieben Spiele. Dennoch stieg er nach der Saison 1973 in die DDR-Oberliga auf. Dort debütierte Hübner am 26. Januar 1974, als er am 14. Spieltag beim 0:0-Unentschieden gegen den FC Karl-Marx-Stadt in der Startelf stand. Er kam zu insgesamt zehn Einsätzen. Über seine Zeit nach 1975 ist nichts bekannt. Von 1984 bis 1989 wirkte er als Spielertrainer bei der SG Glinzig.